# أيام الإنسان السبعة (رواية)
أيام الإنسان السبعة رواية للكاتب المصري عبد الحكيم قاسم. صدرت عن دار الشروق عام 1969 والتي تدور في القرية المصرية في جانب لم يكتبه أحد من قبل وهو حياة الدراويش، هؤلاء الفلاحون الفقراء الذين يقضون نهارهم في الحقول، وحين يأتي المساء يئوبون إلى «الحضرة» حيث الذكر والإنشاد بعد الصلاة. وحيث الحلم باليوم الذي يذهبون فيه إلى مولد السيد أحمد البدوي في طنطا. أيام الإنسان السبعة إشارة إلى طريقة في الإدراك أهملنا تأملها لزمن طويل. دخلت الرواية من ضمن قائمة أفضل مئة رواية عربية

## القصة
تدور رواية أيام الإنسان السبعة حول الطفل عبد العزيز الذي هو محور كل شيء حوله، في امتداد الدائرة الحياتية التي يتحرك فيها ضمن عائلة قروية، ينتمي عائلها إلى مجموعة صوفية، داخل القرية، أقول لو فعل النقاد ذلك لعرفوا أن الرواية هي من النوع الذي يسميه نقاد الرواية “رواية التكوين” وهي رواية لها مواصفات خاصة توجد في روايات عالمية شهيرة مثل “التربية العاطفية” للكاتب الفرنسى الشهير فلوبير، وهي رواية تتحدث عن بطل يقع في الحب للمرة الأولى، متنقلا ما بين عالم الطفولة إلى عالم المراهقة الذي لا ينتهي إلا عند مشارف الرجولة أو اكتمال الشباب.
ويبدو أن عبد المحسن بدر عندما كتب عن رواية عبد الحكيم قاسم في كتابه “الروائي والأرض” الذي درس فيه “زينب” لهيكل، و”الأرض” و”الفلاح” للشرقاوي وختم برواية “أيام الإنسان السبعة” ووّجه الأنظار إلى علاقة الروائي بالقرية، وكيف اختلف جيل عن جيل في جعل القرية موضوعا روائيا هذا التركيز فيما يبدو جعل النقاد التالين يلتفتون إلى هذا الجانب، ومنهم تلميذي الدكتور محمد بدوي الذي كان مشغولا بأثر التغير الاجتماعي الاقتصادي على الرواية، ومضت الدراسات بعد ذلك في هذا الاتجاه الذي تابع فيه محمد بدوي وصف الرواية بأنها تدور حول مجموعة صوفية من المهمشين في القرية، إذا لم تخني الذاكرة ويبدو أن هذا الفهم دفع روائيا إلى التساؤل هل تدور الرواية حقا حول القرية؟ والرواية تدور حقا حول القرية، لكن من خلال منظور محدد هو منظور الكاتب الذي يكتب عن طفولته ونشأته وتفتح وعيه بالعالم داخل قرية، ويتزايد تكون وعيه الديني من خلال المجموعة التي كان يقودها أبوه.